# Peggy Fortnum

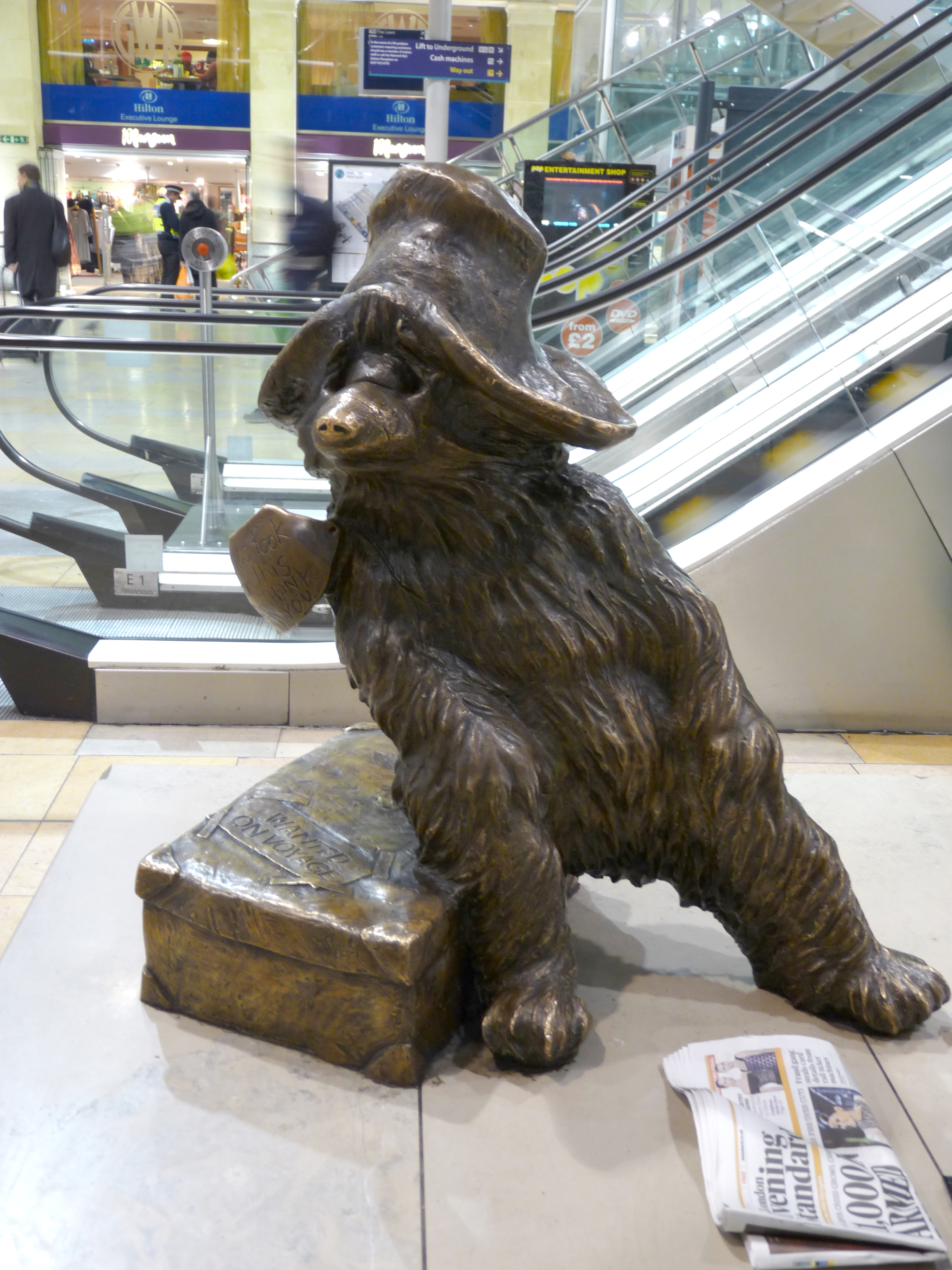
Skulptur des Paddington Bären von Marcus Cornish nach Originalzeichnungen von Peggy Fortnum am Bahnhof Paddington

Margaret Emily Noel „Peggy“ Fortnum (* 22. oder 23. Dezember 1919 in Harrow; † 28. März 2016) war eine britische Illustratorin.

## Herkunft und Ausbildung
Peggy Fortnum, das jüngste von sechs Kindern in ihrer Familie, verlebte die Ferien ihrer Kindheit in Frankreich. Sie war eine Tochter des Commanders Arthur John Fortnum. Sie absolvierte ihre Schulzeit in St. Margarets in Harrow und begann ihre künstlerische Ausbildung an der Turnbridge Wells School of Arts and Crafts. Während des Zweiten Weltkriegs war sie im Auxiliary Territorial Service beschäftigt, anschließend lebte sie in London, wo sie die Central School of Arts and Crafts besuchte. Dort brachte John Farleigh, der für Sylvan Press arbeitete, sie auf die Idee, sich mit Buchillustrationen zu befassen.

## Karriere
1944 begann sie an Illustrationen für das Buch Dorcas the Wooden Doll zu arbeiten. Zu ihren bekanntesten Werken gehören die Illustrationen zu Paddington Bear von Michael Bond. Fortnum kreierte die Gestalt dieses Bären nach ihren eigenen Vorstellungen und illustrierte alle Paddington-Bear-Bände bis 1974. Spätere Illustratoren der Paddington-Bear-Geschichten wie R. W. Alley, Fred Banbery, Ivor Wood, Barry Macey, David MacKee, Eva-Maria Salm und John Lobban hielten sich strikt an Peggy Fortnums Vorgaben.
Neben ihren zahlreichen Buchillustrationen arbeitete Fortnum auch fürs Kinderfernsehen und für verschiedene Zeitschriften.
Fortnum illustrierte unter anderem Werke von Oscar Wilde, Margaret Jowett, Kenneth Grahame und Noel Streatfeild. Sie pflegte ihre Illustrationen nicht zu kolorieren, doch wurden einige ihrer Werke später – unter anderem von ihrer Nichte Caroline Nuttall-Smith – mit Farben versehen.
Die Illustrationen, die sie für Kenneth Grahames The Reluctant Dragon schuf, wurden im Britischen Museum ausgestellt.

## Privates
Peggy Fortnum war mit dem Maler und Bildhauer Ralph Nuttall-Smith verheiratet und mit Judith Kerr befreundet.